# Adolphe Deslandres
Pour les articles homonymes, voir Deslandres.
Adolphe Édouard Marie Deslandres, né le 22 janvier 1840 à Batignolles-Monceau et mort le 30 juillet 1911  à Paris est un compositeur et organiste français.

## Résumé biographique
Il était le fils de Laurent Deslandres, qui fut longtemps le maître de chapelle et l'organiste de l'église Sainte-Marie des Batignolles. Au conservatoire de Paris, il étudie le contrepoint et la fugue avec Aimé Leborne et l'orgue avec François Benoist. En 1860, il obtient le Deuxième Grand Prix de Rome avec sa cantate Ivan IV.

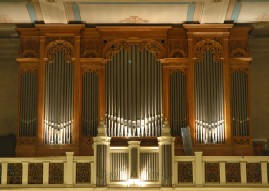
Le grand Orgue de l'église Sainte-Marie des Batignolles. Instrument Cavaillé-Coll de 1923. Adolphe Deslandres et son père Laurent furent organistes titulaires de cette église au XIXe siècle.

En 1862, il succède à son père comme organiste de l'église Sainte-Marie. Il y joue sur un orgue de la société Stoltz-Frères, et sur un orgue de chœur de la firme Merklin. En plus de ses œuvres d'envergure de musique sacrée comme la Messe de Saint-André, donnée pour la première fois à Notre Dame de Paris, ou sa Messe Solennelle, Deslandres a composé plusieurs opéras comiques à succès. En 1872, son opéra Dimanche et Lundi est joué pour la première fois à l'Opéra-Comique et reçoit les éloges de Gounod. En 1884 a lieu la première du Baiser. Ses autres opéras ont été donnés à l'Alcazar.
Deslandres a en outre composé quelques œuvres pour orgue, pour piano (un Air de ballet et des Études en staccato), un Scherzo pour orchestre, et quatre Méditations pour violon, violoncelle, cor, harpe, orgue et contrebasse.
Adolphe Deslandres avait deux frères également musiciens dont la carrière fut interrompue par leur mort prématurée. Jules-Laurent Deslandres (né le 15 août 1838 aux Batignolles, mort le 1er août 1870) a étudié au conservatoire de Paris où il obtint, en 1855, le premier prix de contrebasse professionnel. Il était, depuis 1859, membre de l'orchestre de l'Opéra de Paris. Georges-Philippe Deslandres (né le 5 mai 1849, mort le 12 octobre 1875) fut au conservatoire de Paris élève dans la classe d'orgue de César Franck. Il obtint en 1870 le second prix d'orgue. Il fut organiste des églises de Sainte-Clotilde, Saint-Vincent-de-Paul et Sainte-Marie. Adolphe Deslandres avait aussi une sœur, Clémence Deslandres, qui fut cantatrice et interpréta à de nombreuses reprises les œuvres de son frère.

## Œuvres
- Bajazet et le Joueur de flûte, cantate, 1858
- Ivan IV, cantate, 1860
- Dimanche et Lundi, opéra comique, 1872
- Le Chevalier Bijou, opéra, 1875
- Fridolin, opéra, 1876
- Scherzo pour orchestre, 1880
- Les Sept Paroles du Christ, oratorio pour baryton, chœur, violon solo, violoncelle, harpe et orgue (d'après Édouard Laboulaye), 1883
- Le Baiser, opéra comique, 1884[1],[2]
- Stabat Mater pour quatre voix, chœur, orgue et orchestre, 1885
- Sauvons nos frères, cantate pour voix seules, chœur et orchestre
- Invocation à Marie
- Offertoire et Communion pour orgue
- Offertoire pour grand orgue
- Air de ballet pour piano
- Études de concert en staccato pour piano
- Méditations pour violon, violoncelle, cor, harpe, orgue et contrebasse
- Ode à l'harmonie
- Introduction et Polonaise pour hautbois et piano
- Panis Angelicus, Solo de ténor avec accompagnement de cor et d'orgue.